# کی‌کاووس
کَی‌کاووسْ یا کَی‌کاوُسْ (به اوستایی: 𐬐𐬀𐬎𐬎𐬌 𐬎𐬯𐬀𐬥 ت.ت. 'کَوی‌اوسان')، در اوستا فرزند «کی‌اَپیوِه» است که او فرزند «کی‌قباد» است؛ ولی در شاهنامهٔ فردوسی و در روایت‌های پسین، کی‌کاووس را فرزند کی‌قباد دانسته‌اند. او یکی از پادشاهان نامدار کیانی است. برخی روایت‌های او با نمرود شباهت دارد. سوگنامهٔ رستم و سهراب و داستان سیاوش نیز به دوران پادشاهی کی‌کاووس تعلق دارد. کی‌کاووس در داستان‌های اسطوره‌ای ایران بیشتر به عنوان مظهر و قدرتی یاد شده است که با همهٔ تسلط و شکوه، در برابر جهان، ناچیز و رفتنی است. وی صد و پنجاه سال پادشاهی کرد و پس از او کی‌خسرو به پادشاهی رسید.

## در فرهنگ عامیانه

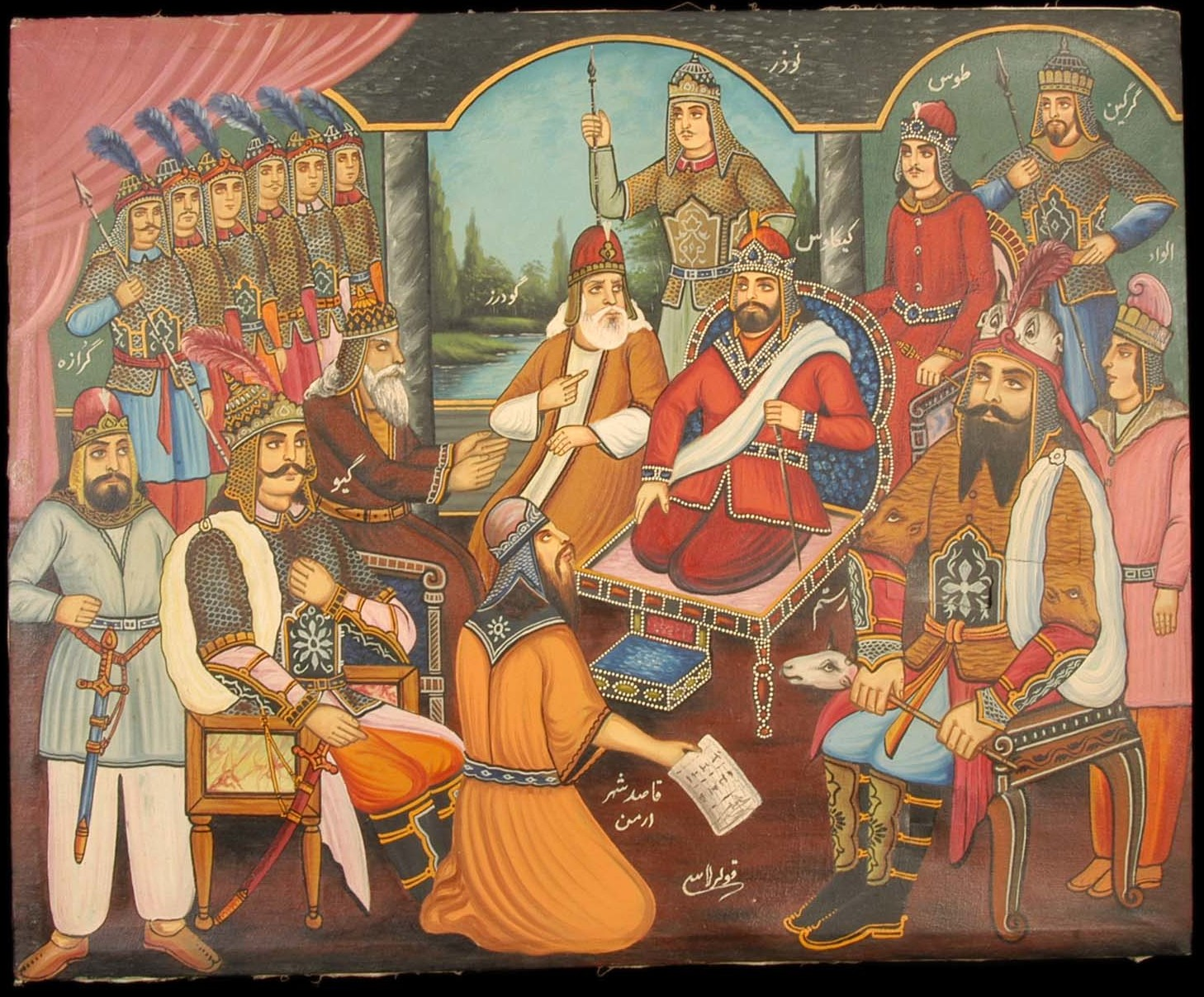
نگاره‌ای از مجلس کی‌کاووس اثر حسین قوللرآقاسی

بنا بر باورهای ایرانیان کهن، کیکاووس بر دیوان و آدمیان هفت کشور فرمانروایی مطلق می‌یابد. او بر سر کوه البرز هفت کاخ می‌سازد: یکی از زر، دو از سیم، دو از پولاد و دو از آبگینه. او از این کاخ‌ها بر همه حتی بر دیوان مازندران فرمان می‌راند. این هفت کاخ چنانند که هر کسی بر اثر پیری نیرویش کم شود، به کاخ او می‌آید و دوباره توان به او بازمی‌گردد و جوان می‌شود.

### سفر به آسمان

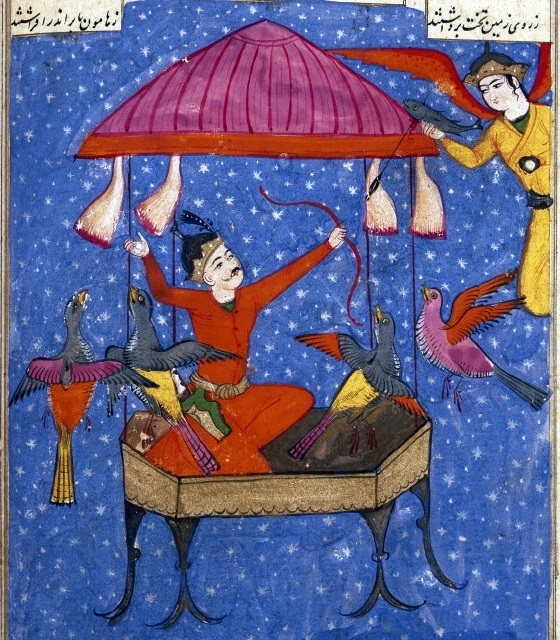
تخت شهریاری کی‌کاووس در آسمان نگاره‌ای از شاهنامه متعلق به ۳۱ اکتبر ۱۶۷۴ م. (دورهٔ صفوی) جای نگهداری: کتابخانه دانشگاه پرینستون

بر پایهٔ اسطوره‌های ایرانی کی‌کاووس همچون فریدون و جمشید، بی‌مرگ آفریده شده بود و دیوان برای این که مرگ را بر او چیره گردانند، دیو خشم (ائشمه) را به یاری می‌گیرند و او را می‌فریبند. دیوها، کیکاووس را فریب داده و به فرمانروایی هفت کشور مغرورش می‌کنند آن‌گاه هوس پرواز به آسمان را در دل او زنده می‌کنند. آمده است که کیکاووس در اصرار بر پرواز از لجاجت دست برنداشت و تخت خود را بر پای چهار عقاب بست و پرواز کرد تا مرز نور و تاریکی پیش رفت و از همراهان جدا ماند. در آسمان‌ها فرّه‌ایزدی از سیمایش پر کشید و از آن جای بلند بر زمین سقوط کرد.
| از آن پس عقاب دلاور چهار    |  | بیاورد و بر تخت بست استوار   |
| نشست از بر تخت کاووس‌شاه     |  | که اهریمن‌اش برده بُد دل ز راه |
| چو شد گرسنه تیز پرّان عقاب   |  | سوی گوشت کردند هر یک شتاب    |
| ز روی زمین تخت برداشتند     |  | ز هامون به ابر اندر افراشتند |
| بدان حد که‌شان بود نیرو بجای |  | سوی گوشت کردند آهنگ و رای    |

نریوسنگ، پیک اهورامزدا، می‌خواهد او را بکُشد که ناگاه، فره‌وشی کی‌خسرو، که هنوز به دنیای مادی نیامده بود، در می‌رسد و به او می‌گوید: او را مکش که از او سیاوش و از سیاوش من به وجود خواهم آمد. پس بدین طریق کیکاووس از مرگ رهایی یافت، اگرچه پس از آن میرا شد.
| شنیدم که کاووس شد بر فلک   |  | همی رفت تا بر رسد بر مَلک       |
| دگر گفت از آن رفت بر آسمان |  | که تا جنگ سازد به تیر و کمان   |
| ز هر گونه‌ای هست آواز این   |  | نداند بجز پـُر خرد راز این      |
| پریدند بسیار و ماندند باز  |  | چنین باشد آنکس که گیردش آز     |
| چو مرغ پرّنده نیرو نماند    |  | غمی گشت و پرها به خوی در نشاند |
| نگونسار گشتند ز ابر سیاه   |  | کشان بر زمین از هوا تخت شاه    |
| سوی بیشهٔ شهر چین آمدند     |  | به آمل به روی زمین آمدند       |
| نکردش تباه از شگفتی جهان   |  | همی بودنی داشت اندر نهان       |

### نشان
در شاهنامه در مورد نشان و پرچم کی‌کاووس آمده است که خیمه‌گاهی حریر و رنگارنگ داشت و پرچمش بنفش رنگ بود که در آن ماه زرین نقش شده بود:
| سراپرده دیبه از رنگ رنگ   |  | بدوی اندرون خیمه‌های پلنگ |
| یکی برز خورشید پیکردرفش   |  | سرش ماه زرین غلافش بنفش  |
| چنین گفت کان توس نوذر بود |  | درفشش کجا پیل‌پیکر بود    |

## جنگ با دیوان
کی‌کاووس پس از آن‌که فریب کوش پیل دندان را می‌خورد، با وجود مخالفت‌های پهلوانان و بزرگان به ویژه زال، آهنگ جنگ مازندران کرده تا آن‌جا را فتح کند. شاه مازندران از دیو سپید کمک می‌خواهد. دیو سپید جادو کرده و چشمان کیکاووس و همراهانش را تیره و نابینا می‌سازد و لشکر ایران پریشان و پراکنده می‌شود. کیکاووس در این هنگام به یاد پندهای زال و بزرگان ایران می‌افتد و به رستم پیغام می‌فرستد که او را یاری نماید. زال هم رستم را برای یاری روانهٔ مازندران می‌کند. رستم پس از آزمایش‌ها و نبردهای شگفت‌انگیز از هفت منزل - که به هفت‌خان رستم معروف است - می‌گذرد و بر دیو سپید پیروز می‌گردد.
کیکاووس و همراهانش توسط رستم از چنگ دیو سپید نجات می‌یابند و علاج بینایی کیکاووس قطره‌ای از خون جگر دیو سپید بود که رستم آن را دریده و در چشمان کیکاووس چکاند تا نور و روشنی به چشمش بازگشت.

## مرگ
کی‌کاووس پس از صد و بیست سال پادشاهی، پادشاهی‌اش را به نوه‌اش کی‌خسرو واگذار می‌کند و در زمان پادشاهی کی‌خسرو درمی‌گذرد.

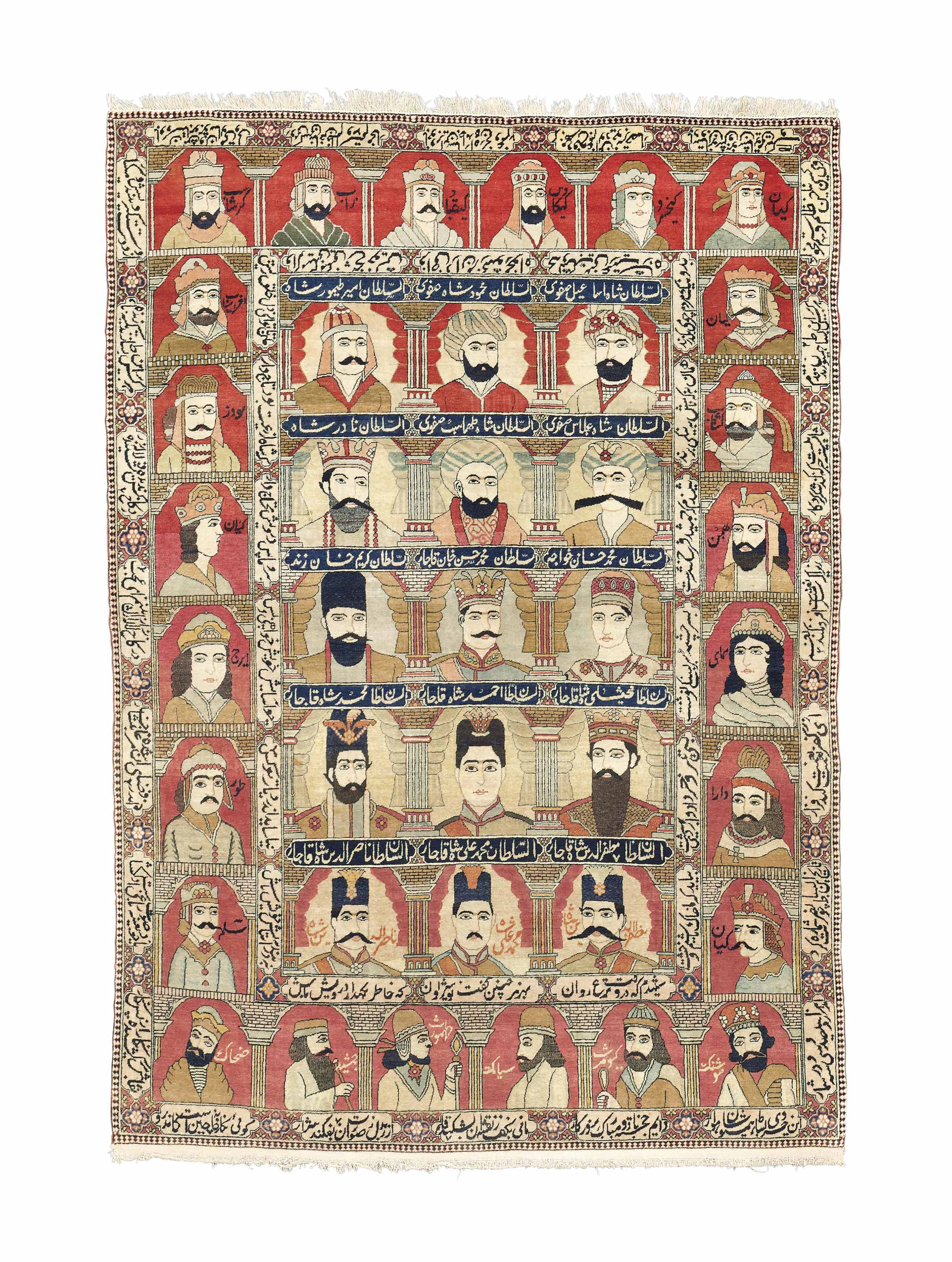
یک فرش کهن کاشانی از دورهٔ قاجاری که دور تا دور آن نقش پادشاهان اسطوره‌ای ایران قرار گرفته‌اند. در میانهٔ آن، نگارهٔ چند تن از شاهان ایران نوین جا داده شده است.